# Scincella przewalskii
Espèce
Synonymes
- Lygosoma przewalskii Bedriaga, 1912

Scincella przewalskii est une espèce de sauriens de la famille des Scincidae.

## Répartition
Cette espèce est endémique du Gansu en République populaire de Chine.

## Étymologie
Cette espèce est nommée en l'honneur de Nikolaï Mikhaïlovitch Prjevalski.

## Publication originale
- Bedriaga, 1912 : Amphibien und Reptilien, 4 : Lacertilia (Lacertidae, Scincidae), Ophidia, Chelonia, and notes and additions. Wissenschaftliche Resultate der von N. M. Przewalski nach Central-Asien unternommenen Reisen. Band III. (Zoologischer Theil). Abth. 1. Saint Petersburg, p. 503-769.